# Johannes Vultejus

Johannes Vultejus, Stich von Cornelis Galle nach Anselm van Hulle (1649, 1717)

Johannes Vultejus (* 6. Januar 1605 in Marburg; † 16. August 1684 in Kassel) war hessischer Kanzler. Er war Mitglied der Familie Vultejus (auch Vultée), einem hessischen Adelsgeschlecht.

## Leben
Johannes Vultejus wurde als jüngster Sohn (zwölf weitere Geschwister) des Professors Hermann Vultejus und der Eulalia Adelheid Happel, Tochter des Bürgermeisters von Marburg Wiegand Happel, geboren. 1618 immatrikulierte er sich zum Studium der Rechtswissenschaft an der Philipps-Universität Marburg, das er von 1622 bis 1624 in Leiden fortsetzte. Danach unternahm er Studienreisen durch England mit Besuchen von Vorlesungen in Oxford und Cambridge, Frankreich und der Schweiz, bis er 1630 wieder nach Marburg zurückkehrte. Hier disputierte er unter Helfrich Ulrich Hunnius. Es folgte zuerst eine kurze Tätigkeit am Reichskammergericht in Speyer, bis er in die Dienste des schwedischen Geheimrats Präsidenten trat. Der Tod des schwedischen Königs Gustav Adolf im Jahr 1632 verhinderte seinen endgültigen Übertritt in schwedische Dienste. Er wurde im Juli 1633 von Landgraf   Wilhelm V. von Hessen zum Geheimen Kriegsrat in Kassel ernannt, nahm 1641 als hessischer Bevollmächtigter am Reichstag zu Regensburg teil und wurde schließlich durch das Testament Wilhelms V. bei dessen Tod in den Vormundschaftsrat für dessen noch minderjährigen Sohn berufen.
1648 war er hessischer Gesandter bei den Friedensverhandlungen in Münster und Osnabrück.
Nach dem Friedensschluss wollte sich Vultejus eigentlich vom Hof zurückziehen, aber Landgräfin Amalie Elisabeth, Regentin für den noch minderjährigen Wilhelm VI., nahm seine Demission nicht an, sondern ernannte ihn zum Kanzler der hessischen Regierung. Zuerst lehnte er diese Ernennung mehrfach ab, nahm aber nach wiederholtem Drängen der Landgräfin 1651 dieses Amt schließlich doch an, das er bis zu seinem Tod ausübte.
Vultejus wurde nach einem Schlaganfall bettlägerig und verstarb in Kassel.

## Familie
Er war zweimal verheiratet, über seine erste Frau ist nichts bekannt. In zweiter Ehe heiratete er am 16. Oktober 1643 in Hanau Elisabeth Tossanus (* 3. März 1614 in Heidelberg; † 25. Februar 1691 in Kassel), eine Tochter des Predigers Paul Tossanus (1572–1632). Das Paar hatte mehrere Kinder:
- Wilhelm Vultejus (1647–1717), Hessen-Kasselischer Geheimer Rat und Gesandter
- Justus Hermann Vultejus (1654–1726), Hessen-Kasselischer Geheimer Rat und Vize-Kanzler
- Maria Christina (1644–1668) ⚭ Johann Joachim d’Orville (1633–1688), Hessen-Kasselischer Komitialgesandter
- Catharina Ursula (1652–1726) ⚭ 1674  Johann Christoph Scheffer (1642–1695), Hessen-Kasselischer Regierungsrat